# DB 422 sorozat
A DB 422 sorozat egy német villamosmotorvonat-sorozat. A Bombardier és az Alstom gyártotta. A DB a Ruhr vidéken használja, az ottani S-Bahn hálózaton.

## Története
A Rhein-Ruhr S-Bahn. ET 422 típusú új S-Bahn vonatai 2008 október közepétől kezdve menetrend szerinti utasforgalomban vesznek részt a Ruhr Közlekedési Szövetség hálózatán. Ehhez a Bombardier a megrendelő felé hozzájárulását adta.
Az első járművek az S7 vonalon Düsseldorf és Solingen között közlekednek.
A Bombardier Transportation a DB Régió részére 2010 év végéig összesen 84 vonatot szállított le és helyezett üzembe.